# Patrick Sylvestre
Patrick Sylvestre (1 de setembro de 1968) é um ex-futebolista profissional suíço, meio-campo.

## Carreira
Patrick Sylvestre integrou o elenco da Seleção Suíça de Futebol, na Copa do Mundo de 1994.